# Croatian Football League 2010
La Croatian Football League 2010 è stata la prima edizione dell'omonimo torneo di football americano organizzato dalla HSAN.
Ha avuto inizio il 2 ottobre e si è conclusa il 28 novembre con la finale vinta per 6-0 dai Teutoburgium Pitbulls sugli Zagreb Thunder.

## Squadre partecipanti
| Club                  | Città    | Stadio | Sponsor ufficiale | Risultato nella stagione 2009 |
| --------------------- | -------- | ------ | ----------------- | ----------------------------- |
| Osijek Cannons        | Osijek   |        |                   |                               |
| Teutoburgium Pitbulls | Dalj     |        |                   |                               |
| Zagreb Raiders        | Zagabria |        |                   |                               |
| Zagreb Thunder        | Zagabria |        |                   |                               |

## Stagione regolare

### Calendario

#### 1ª giornata
| 2 ottobre 2010 | Zagreb Thunder | 31 – 0 | Osijek Cannons |  |

| 3 ottobre 2010 | Teutoburgium Pitbulls | 22 – 0 | Zagreb Raiders |  |

#### 2ª giornata
| 9 ottobre 2010 | Zagreb Thunder | 19 – 12 | Zagreb Raiders |  |

| 10 ottobre 2010 | Teutoburgium Pitbulls | 22 – 13 | Osijek Cannons |  |

#### 3ª giornata
| 24 ottobre 2010 | Zagreb Thunder | 41 – 2 | Teutoburgium Pitbulls |  |

| 24 ottobre 2010 | Zagreb Raiders | 26 – 6 | Osijek Cannons |  |

#### 4ª giornata
| 31 ottobre 2010 | Zagreb Raiders | 13 – 14 | Teutoburgium Pitbulls |  |

| 31 ottobre 2010 | Osijek Cannons | 3 – 39 | Zagreb Thunder |  |

#### 5ª giornata
| 6 novembre 2010 | Osijek Cannons | 7 – 13 | Teutoburgium Pitbulls |  |

| 7 novembre 2010 | Zagreb Raiders | 0 – 35 | Zagreb Thunder |  |

#### 6ª giornata
| 13 novembre 2010 | Osijek Cannons | 0 – 6 | Zagreb Raiders |  |

| 14 novembre 2010 | Teutoburgium Pitbulls | 6 – 36 | Zagreb Thunder |  |

### Classifica
La classifica della regular season è la seguente:
- PCT = percentuale di vittorie, G = partite giocate, V = partite vinte, P = partite perse, PF = punti fatti, PS = punti subiti

| Pos. | Squadra               | PCT   | G | V | P | PF  | PS  |
| ---- | --------------------- | ----- | - | - | - | --- | --- |
| 1    | Zagreb Thunder        | 1.000 | 6 | 6 | 0 | 201 | 23  |
| 2    | Teutoburgium Pitbulls | .667  | 6 | 4 | 2 | 79  | 110 |
| 3    | Zagreb Raiders        | .333  | 6 | 2 | 4 | 67  | 96  |
| 4    | Osijek Cannons        | .000  | 6 | 0 | 6 | 29  | 137 |

## CroBowl I
| 28novembre 2010 | Zagreb Thunder | 0 – 6 | Teutoburgium Pitbulls |  |

## Verdetti
- Teutoburgium Pitbulls Campioni della Croazia 2010